# Fenna de Meyier

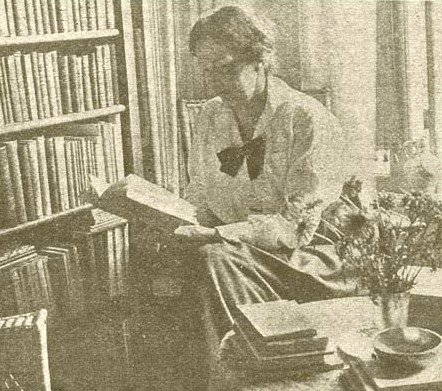
Fenna de Meyier (1915)

Fenna de Meyier (Indramajoe, 20 mei 1874 - Wageningen, 12 november 1943) was een Nederlands schrijfster en vertaler.

## Loopbaan
De Meyier was dochter van de ingenieur, tevens hoofdredacteur van de Indische Gids, Johan Emilius de Meyier (1848-1913) en Constante Aletta Lamberta van Koetsveld (1849-1880). Ze volgde de HBS in Nederlands-Indië, waar zij ook het onderwijzersexamen en de hulpacte Frans behaalde. Zij ging in 1901 naar Nederland en verkreeg op 10 december 1904 de lesbevoegdheid middelbaar Frans A. Zij gaf vervolgens les op een Haagse meisjesschool en behaalde in 1911 de acte middelbaar Frans B. Vanaf 1914 tot 1916 was zij werkzaam aan een school in Rotterdam en vervolgens gevestigd als privaatdocent Franse taal- en letterkunde. Vanaf 1912 gaf zij diverse cursussen in onder meer 's-Gravenhage, Hilversum en Amsterdam. In deze cursussen behandelde zij aanvankelijk alleen de Franse literatuur, maar later ook de parallellen tussen deze literatuur en de Nederlandse, Engelse en Duitse literatuur.
De Meyier debuteerde in 1897 als schrijfster met haar werk Onbegrepen ziel en in 1903 verscheen van haar hand de bundel Tropische bloemen, een verzameling van Indische schetsen, geschreven voor de Indische Gids. Haar Indische roman Schijn (1902) werd door een recensent geprezen om de frisheid en zeggingskracht.
Zij werd in 1905 lid en in 1918 bestuurslid (tot 1920) van de Vereeniging voor Letterkundigen. In 1918 werd De Meyier gekozen tot lid van de Maatschappij der Nederlandse Letterkunde, waarvan zij van 1928 tot 1932 bestuurslid was; van 1926 tot 1931 had zij zitting in de Commissie voor Schone Letteren, die het toekennen van literaire prijzen tot taak had. Tijdens de oprichtingsbijeenkomst, op 17 december 1928, werd zij gekozen tot bestuurslid van het Louis Couperus Genootschap. Verder was zij onder meer medeoprichtster van de Haagse afdeling van Nederland-Frankrijk. Vanaf 1930 nam ze deel aan de bijeenkomsten die door de filosoof Paul Desjardins in de abdij van Pontigny geleid werden, en waar zij de Franse schrijver Roger Martin du Gard ontmoette, met wie zij later een correspondentie voerde.
Zij woonde vanaf april 1910 samen met haar zus Maria Adriana de Meyier (1873-1964) in de Dunklerstraat in Den Haag. In januari 1943 werden zij geëvacueerd naar Wageningen, waar zij aan de Lawickse Allee onderdak vonden. Fenna de Meyier overleed daar op 12 november van dat jaar.

### Vertalingen
- 1916. Samen met B. Stolk: Vertaling van Jean Christophe van Romain Rolland, 3 delen
- 1919. Vertaling van Pensées van Blaise Pascal
- 1921. Vertaling van Romain Rolland van Paul Colin
- 1922. Vertaling van Napoleon door Albert Keim en Louis Lunet
- 1922. Vertaling van De abdis van Castro door Stendhal
- 1923. Samen met Dorothée Buys: Vertaling van Hoge Molen van Karl Gjellerup
- 1924. Vertaling van De gebrekkige met de handen van licht van Édouard Estaunié
- 1928. Vertaling van De ondergang ener wereld van Claude Anet
- 1929. Vertaling van Le désert de l'amour (Jeugliefde) van François Mauriac
- 1930. Vertaling van Het drama van Mayerling van Claude Anet
- 1931. Vertaling van Het witte schip van Aino Kallas
- 1938. Vertaling van Leerling-verpleegster van Helen Dore Boylston
- 1939. Vertaling van Verpleegster van Helen Dore Boylston
- 1939. Vertaling van Ons geestelijk leven en het hiernamaals van Jacques Chevalier
- 1940. Vertaling van Wijkverpleegster van Helen Dore Boylston
- 1941. Vertaling van Plattelandsverpleegster van Helen Dore Boylston

### Overig werk (selectie)
- 1905. Onze Eeuw (december): Idylle
- 1910. Europa (februari): Uit het leven van Charles Leconte de Lisle
- 1912. De Tijdspiegel (mei): Leven en poëzie van Joachim du Bellay
- 1920. Wereldkroniek (februari): Jeugd (schets)

- Biografisch Portaal: 39717784
- Digitale Bibliotheek voor de Nederlandse Letteren: meyi001
- Gemeinsame Normdatei: 1053064764
- International Standard Name Identifier: 0000 0004 5603 3864
- Library of Congress Control Number: nb99051477
- Nederlandse Thesaurus van Auteursnamen: 11385272X
- Système universitaire de documentation: 194912965
- Virtual International Authority File: 30144648191453217618
- WorldCat: E39PBJkT7KpdjqXQ43yR7KP84q